# Штегеман, Виктор
Виктор Штегеман (нем. Viktor Stegemann; 17 января 1902, Аахен — 2 марта 1948, Грефельфинг) — немецкий классический филолог, коптолог и религиовед; изучал классическую филологию, историю и египтологию в университетах Гейдельберга и Мюнхена; стал известен после серии публикаций по истории религии и астрологии периода поздней античности, а также — работ о коптском языке. Кроме того являлся автором научных публикаций об Аврелии Августине, Дорофее Сидонском и Николае Кузанском.

## Биография
Виктор Штегеман родился 17 января 1902 в Аахене; он изучал классическую филологию, историю и египтологию в университетах Гейдельберга и Мюнхена; среди профессоров, оказавших особое влияние на Штегемана в студенческие годы, был гейдельбергский профессор филологии Франц Болль (1867—1924). Штегеман стал кандидатом наук, защитив в 1925 году диссертацию, посвященную работе Аврелия Августина «О граде Божьем»; три года спустя исправленная и дополненная диссертация вышла в Тюбингене в виде книги, озаглавленной «Augustins Gottesstaat».
После окончания обучения Штегеман начать работать учителем в средней школе; помимо преподавания он также продолжал и свои исследования в области истории религии и древней науки — особое внимание в тот период он уделял древней астрологии. В то же время, постепенно, изучение магических текстов, написанных на коптском языке, приобретало для него всё большее значение. В 1930 году опубликовал работу о книге Нонна Панополитанского «Деяния Диониса», озаглавленную «Астрология и всеобщая история: исследования и интерпретации „Дионисики“» (Astrologie und Universalgeschichte: Studien und Interpretationen zu den Dionysiaka des Nonnos von Panopolis). Уже после прихода к власти в Германии национал-социалистов, в 1937 году, Штегеман стал доктором наук, защитив в Вюрцбургском университете диссертацию, о доктринальной поэме Дорофея Сидонского (I век н. э.), сохранившейся до наших дней в виде коллекции фрагментов (в арабском переводе). Год спустя, в 1938, он получил позицию доцента в университете Вюрцбурга.
После начала Второй мировой войны, в последнем триместре 1940 года, Штегеман перешел в Немецкий университет в Праге (Deutsche Universität Prag или Karl-Ferdinands-Universität), где также стал доцентом; в 1943 году он получил позицию профессора. Помимо курсов латыни для студентов, он также проводил занятия и семинары о коптском языке. После окончания мировой войны Виктор Штегеман был выслан из вновь образованной Чехословакии — он переехал в коммуну Грефельфинг под Мюнхеном. Там он проживал, не имея ни средств к существованию, ни работы. Постепенно, он собрал вокруг себя круг заинтересованных исследователей и студентов, но вскоре группа рассеялась. Штегеман не успел завершить свою последнюю работу: 2 марта 1948 года, в возрасте 46 лет, он скончался, после того как навестил свою жену в санатории.

## Работы
В 1955 году работа Штегемана о Николае Кузанском «Nikolaus von Kues: Die Kalenderverbesserung», впервые опубликованная в 1935 году, была переиздана историком и филологом Бернхардом Бишофом; новое издание появилось уже в XXI веке — в 2006 году.

### Список трудов
- Augustins Gottesstaat. Tübingen 1928 (Heidelberger Abhandlungen zur Philosophie und ihrer Geschichte 15)
- Beiträge zur Geschichte der Astrologie. Heft 1: Der griechische Astrologe Dorotheos von Sidon und der arabische Astrologe Abu-'l-Ḥasan ʿAlī ibn-Abi-'r-Riǧāl. Heidelberg 1935.
- Die Gestalt Christi in den koptischen Zaubertexten. Heidelberg 1934
- Die koptischen Zaubertexte der Sammlung Papyrus Erzherzog Rainer in Wien. Heidelberg 1934
- Astrologie und Universalgeschichte. Studien und Interpretationen zu den Dionysiaka des Nonnos von Panopolis. Leipzig 1930
- Koptische Paläographie. Heidelberg 1936
- Die Fragmente des Dorotheos von Sidon (= Quellen und Studien zur Geschichte und Kultur des Altertums und des Mittelalters. Reihe B: Zusammengefasste Denkmälergruppen. Heft 1). 4 Lieferungen geplant. Heidelberg 1939 (Lfg. 1) und 1943 (Lfg. 2), mehr nicht erschienen (= Habilitationsschrift, Universität Würzburg, 1937)
- Gaius Julius Cäsar: Der gallische Krieg. Verdeutscht und erläutert. Leipzig 1939 (Sammlung Dieterich 26)
- Dorotheos von Sidon und das sogenannte Introductorium des Sahl Ibn Bišr. Prag 1942
  - Dorotheos von Sidon: Ein Bericht über die Rekonstruktionsmöglichkeiten seines astrologischen Werkes. In: Rheinisches Museum für Philologie 91, 1942, S. 326—349
- Aus einem mittelalterlichen deutschen astronomisch-astrologischen Lehrbüchlein: Eine Untersuchung über Entstehg, Herkunft u. Nachwirkg e. Kapitels über Planetenkinder. Reichenberg 1944. Nachdruck Hildesheim 1973
- Kleine Schriften zur Sternkunde des Altertums / (Hrsg.) Franz Boll. Leipzig 1950
- Nikolaus von Kues: Die Kalenderverbesserung = De correctione kalendarii. Heidelberg 1955 (совместно с Bernhard Bischoff)

## Семья
По состоянию на 1948 год, состоял в браке.